# 永昌大君
永昌大君（えいしょうたいくん、ヨンチャンデグン、영창대군、1606年4月12日 - 1614年3月19日）は、李氏朝鮮の第14代国王宣祖が54歳の時に生まれた末子で唯一の嫡出子。名は㼁。母は仁穆王后。

## 生涯
永昌大君が生まれると、嫡流の後継者を望んでいた宣祖は次男（庶子）の光海君の代わりに永昌大君を世子に冊封しようと考え、柳永慶など小北派の支持を受けた。しかし、1608年に宣祖が急死すると、幼少の永昌大君ではなく光海君が即位した。
1613年、七庶獄事が起こると、李爾瞻率いる大北派の操作によって永昌大君と仁穆王后の父である金悌男に疑いがかけられた。金悌男は賜薬に処せられ、永昌大君は姉の貞明公主とともに、庶人（平民）に降格の上、江華島に流刑にされた。1614年3月19日、江華府使の鄭沆の手により極端に温度を上げたオンドル部屋に監禁され自身が寝ている間に蒸殺（焚刑）され、9歳（数え年）で死去した。ちなみにこの処罰法は朝鮮史上、大変罪の重い処罰法とされている。貞明公主はその後も生きていた。
1623年3月13日、仁祖の即位に伴い名誉を回復した。墓は京畿道安城市にある。

## 家族関係
- 父：第14代国王 宣祖（1552年 - 1608年）
- 母：仁穆王后（1584年 - 1632年）
- 姉：貞明公主（1603年 - 1685年）永安尉 洪柱元と結婚。7男1女を儲けた。
- 姉：公主（1604年）
- 義兄：永安尉・洪柱元

## 登場作品
- 宮廷女官キム尚宮（1995年、KBS）
- ホジュン 宮廷医官への道（1999年-2000年、MBC）
- 王の女（2003-2004年、SBS）演：カン・サン
- ホジュン〜伝説の心医〜（2013年、MBC）
- 王の顔（2014年-2015年、KBS）
- 華政（2015年、MBC）演：チョン・ジンソ

| スタブアイコン | サブスタブ | この項目は、まだ閲覧者の調べものの参照としては役立たない、人物に関連した書きかけの項目です。この項目を加筆・訂正などしてくださる協力者を求めています（P:人物伝/PJ:人物伝）。 |